# Smithia yehii
Smithia yehii — вид квіткових рослин з родини бобових (Fabaceae).

## Морфологічна характеристика
Новий вид схожий на S. sensitiva, але його можна відрізнити за його блідо-жовтим віночком (проти яскраво-жовтого), часто меншою квіткою та коротшим стовпчиком, а також зміною кольору на адаксіальній (верх) поверхні листків у молодому та зрілому віці, а саме темно-зелений на верхівці та світло-зелений біля основи.

## Поширення й середовище проживання
Ендемічний вид Тайваню. Smithia yehii росте на заболочених і відкритих місцях, на висоті < 300 метрів. Звичайними видами-супутниками є Cirsium lineare, Apluda mutica, Eriochloa villosa, Hydrocotyle batrachium, Ampelopteris prolifera.

## Етимологія
Видовий епітет «yehii» був обраний на честь професора Мау-Шінг Є (англ. Mau-Shing Yeh, 葉茂生), кафедри агрономії Національного університету Чун-Сінг, за його внесок у дослідження бобових культур Тайваню.